# Delray (Detroit)

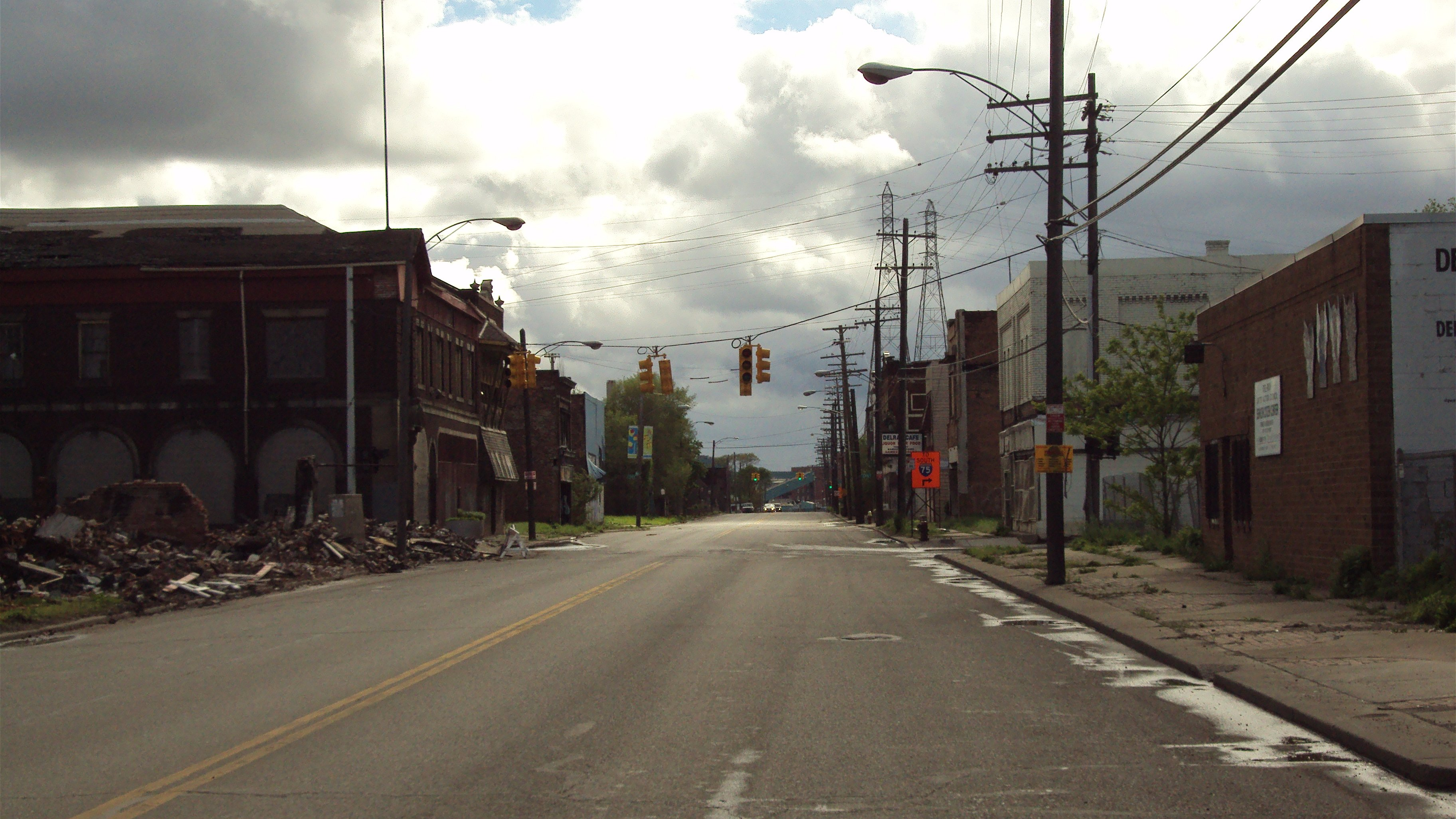
A West Jefferson Avenue

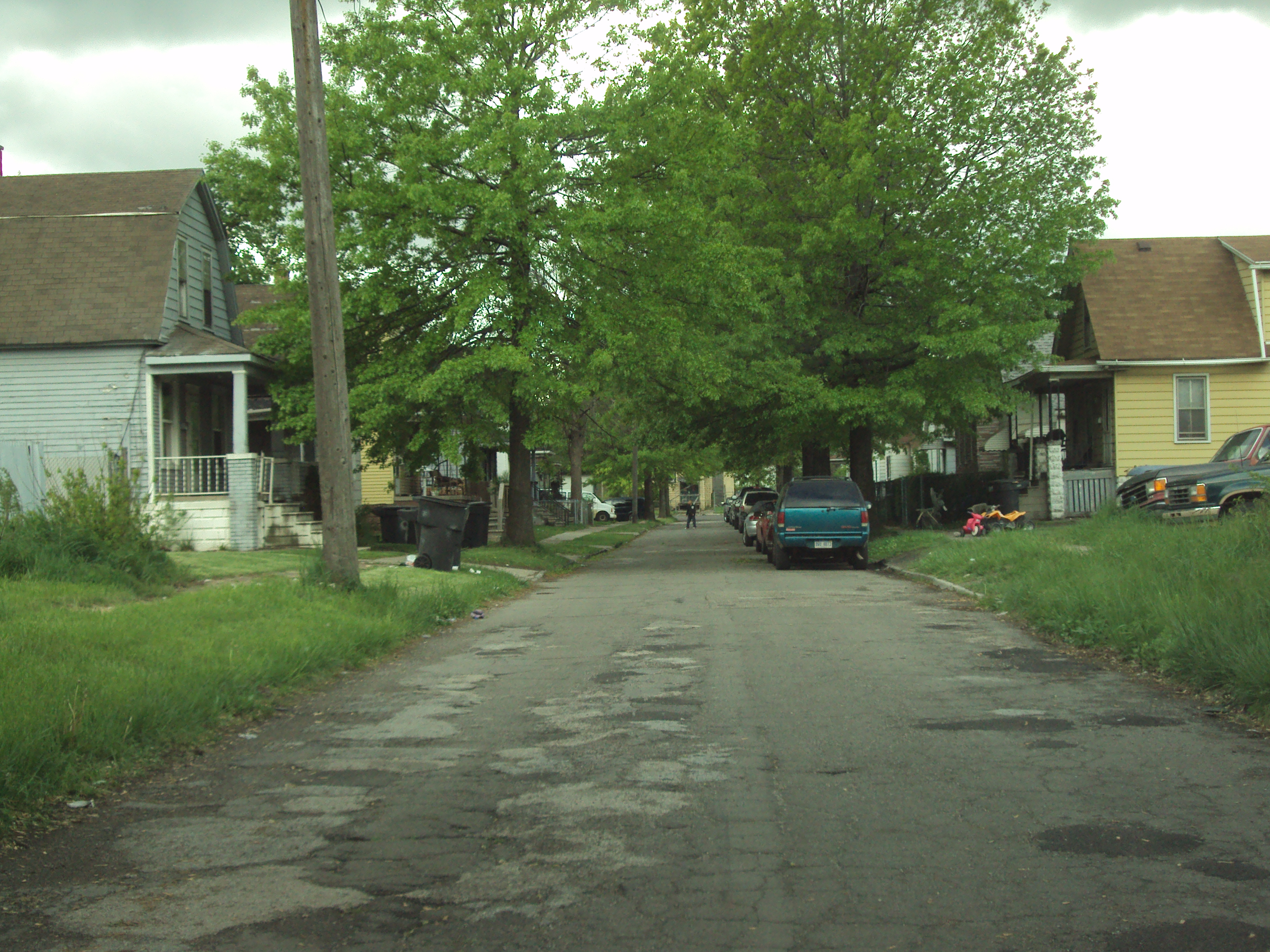
A városrész egyik, viszonylag sűrűn lakott utcája

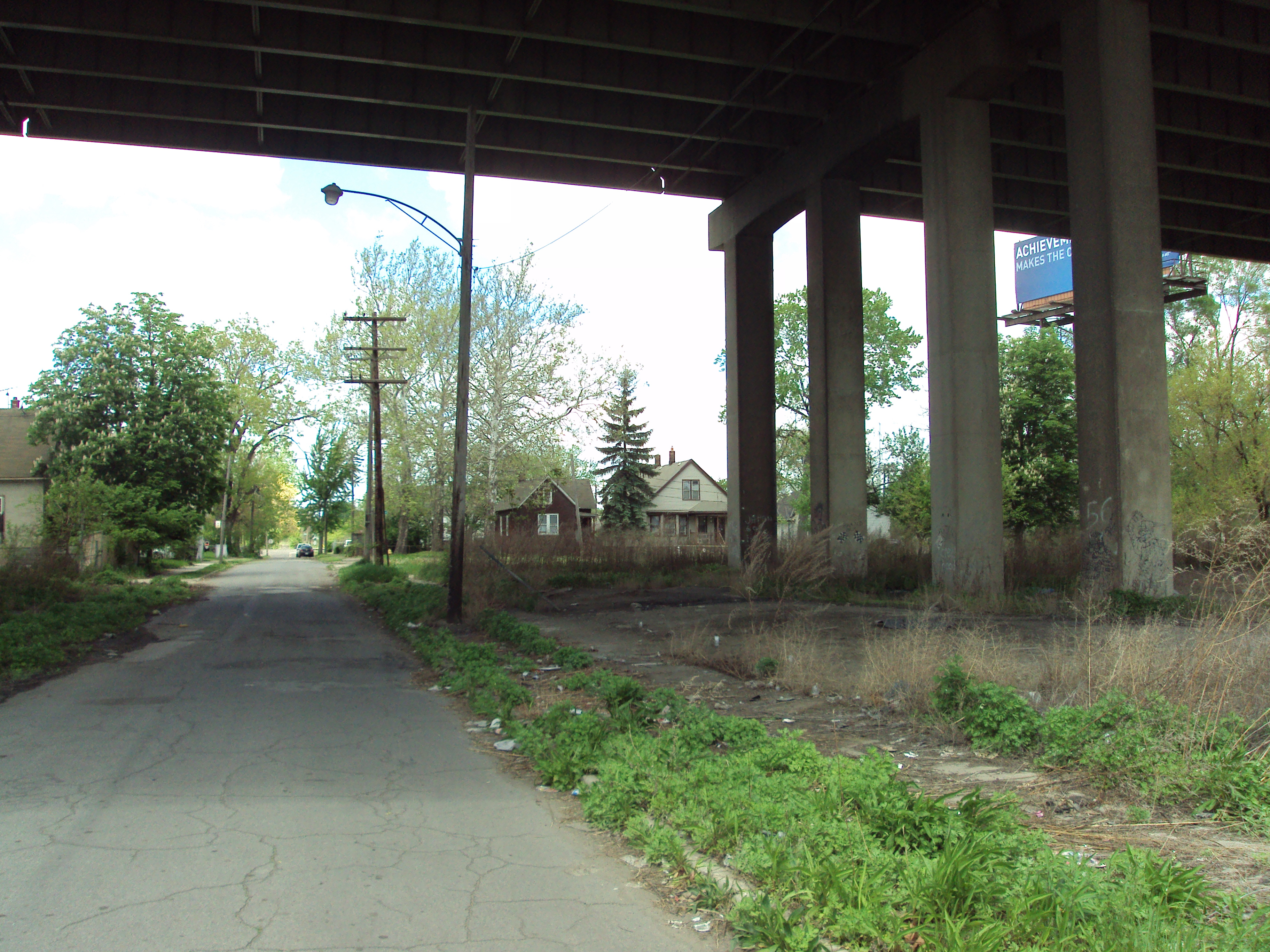
A Delray mellett húzódó 75-ös Interstate-autópálya

Delray Detroit városrésze. A város többi részétől az Interstate 75 autóút és ipari létesítmények választják el.

## Történelme
1836-ban alapították Belgrade néven, 1851-ben kapta a Delray nevet a spanyol "Del Rey" kifejezés után. 1870-től már önálló postahivatal működött a településen, 1897-ben falu lett, majd 1906-ban Detroithoz csatolták.
A városrészben jelentős számú magyar kisebbség is élt, több hullámban érkeztek. Először 1898 környékén, amikor a Michigan Malleable Iron Company megkezdte működését és munkaerőre volt szükség, majd az első, később pedig a második világháborút követően, végül az 1956-os forradalom után az otthoni politikai változások miatt.
1911-ben készült el a Szent János Görögkatolikus Magyar Templom, amely 2024-ben leégett. A Szent Kereszt Magyar Római Katolikus Templom 1924-ben épült fel, Henrik Kohner tervei alapján (a plébániát 1905-ben alapították). 1923-ban épült fel a Kenty Szent János római katolikus templom, mely egészen 2007-ig szolgálta a híveket. Környékét a helyi vízmű létesítményeivel építették körbe a 20. század második felében, amikor a városrészben számtalan ipari épületet húztak fel.
Az 1950-es évektől kezdődően a folyamatos iparosodás következtében Detroitnak ez a része is fokozatosan elnéptelenedett. Ma már csak alig néhány ezren élnek itt, a környéken sok az üres, romos ház. A 2020-as évek elején Delray területének egy részét a Detroitot a kanadai Windsorral összekötő Gordie Howe nemzetközi híd építése miatt elbontották.

## Delray a kultúrában
A 6986 West Jefferson Avenue alatt található 1889-ben épült épületben egykor működött Kovacs Barban forgatták a Hoffa című film egyik jelenetét. Az épületet 2017-ben lebontották.

## Külső hivatkozások
- Old Delray
- Hungarian Holy Cross Church Archiválva 2014. január 4-i dátummal a Wayback Machine-ben